# Platyonitis oberthuri
Platyonitis oberthuri là một loài bọ cánh cứng trong họ Bọ hung (Scarabaeidae).